# Jean Baptiste Meusnier
Jean Baptiste Meusnier (francès: Jean-Baptiste Marie Meusnier de La Place)  (Tours, 19 de juny de 1754 - Mainz-Kastel, 13 de juny de 1793), sovint escrit erròniament Meunier, va ser un militar i científic francès.

## Vida i obra
Meusnier va néixer en una família d'elevada posició, els seus ancestres havien estat vinculats durant generacions a la justícia i a l'administració pública. En tres 1771 i 1773 va estar rebent classes particulars a París per passar l'examen d'ingrés a les grandes écoles. Passa l'examen el 1773 i ingressa com tinent a l'École Royale du Génie de Mézières en la que es gradua el 1775, essent deixeble de Gaspard Monge sota la direcció del qual publica el seu únic text de matemàtiques pures, sobre superfícies minimals, i en va analitzar els seus primers exemples no trivials: la catenoide i la helicoide.

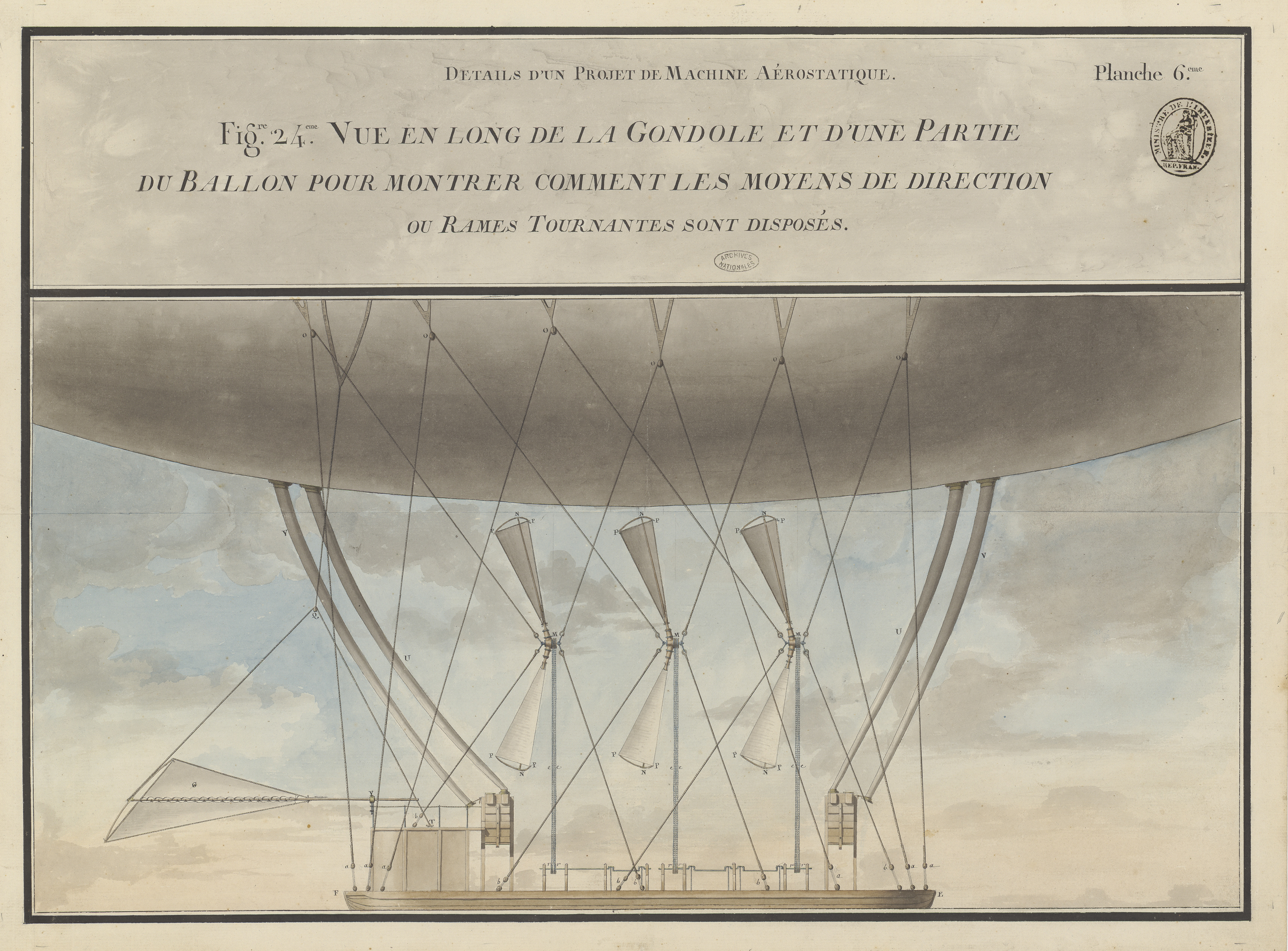
Projecte de màquina aerostàtica de Meusnier (1784).

El 1776, en presentar el seu text a l'Acadèmia de Ciències en va ser nomenat membre correspondent encarregat d'escriure les descripcions de les màquines aprovades per l'Acadèmia. A partir de 1779 va estar treballant en les tasques de reconstrucció del port de Cherbourg. A partir de 1783, amb un permís d'absència de Cherbourg, comença a treballar en l'estudi de les màquines voladores (globus) i en els possibles mètodes de propulsió (rems giratoris moguts per persones).
A partir de 1784 va col·laborar amb Lavoisier en la construcció d'una màquina per a descompondre l'aigua i d'altres projectes com la millora de les làmpades d'il·luminació pública.
El 1787 va ser nomenat capità i el 1788 destinat al quarter general i, a partir de llavors, tota la seva carrera va ser militar. Les seves postures polítiques favorables a la Revolució Francesa, va fer que obtingués la confiança dels dirigents polítics que el van enviar a Magúncia al front d'un regiment per a defensar la república. Va morir el juny de 1793 durant el setge de la ciutat per l'exèrcit prussià.